# Integrative and Comparative Biology
Integrative and Comparative Biology (abrégé en Integr. Comp. Biol. ou ICB) est une revue scientifique à comité de lecture qui traite de tous les aspects de la zoologie. Le journal est la publication officielle de la Société pour la biologie intégrative et comparative.
D'après le Journal Citation Reports, le facteur d'impact de ce journal était de 1,979 en 2009. Actuellement, la direction éditoriale est assurée par Harold Heatwole (université d'État de la Caroline du Nord, États-Unis).

## Histoire
Au cours de son histoire, le journal a changé de nom :
- American Zoologist, 1961-2001,  (ISSN 0003-1569)
- Integrative and Comparative Biology, 2002-en cours,  (ISSN 1540-7063)